# نای سردمشی

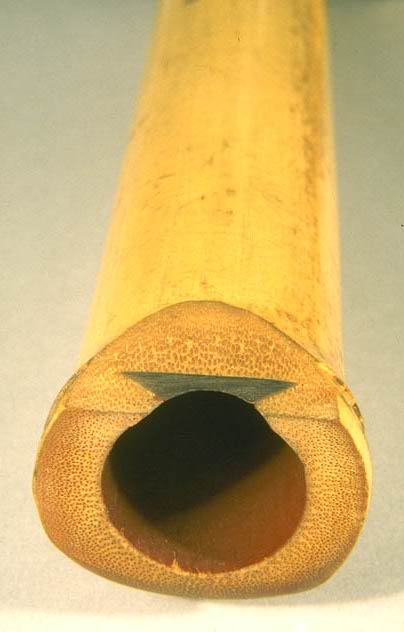
یک شاکوهاچی که لبهٔ دمشی آن در تصویر دیده می‌شود.

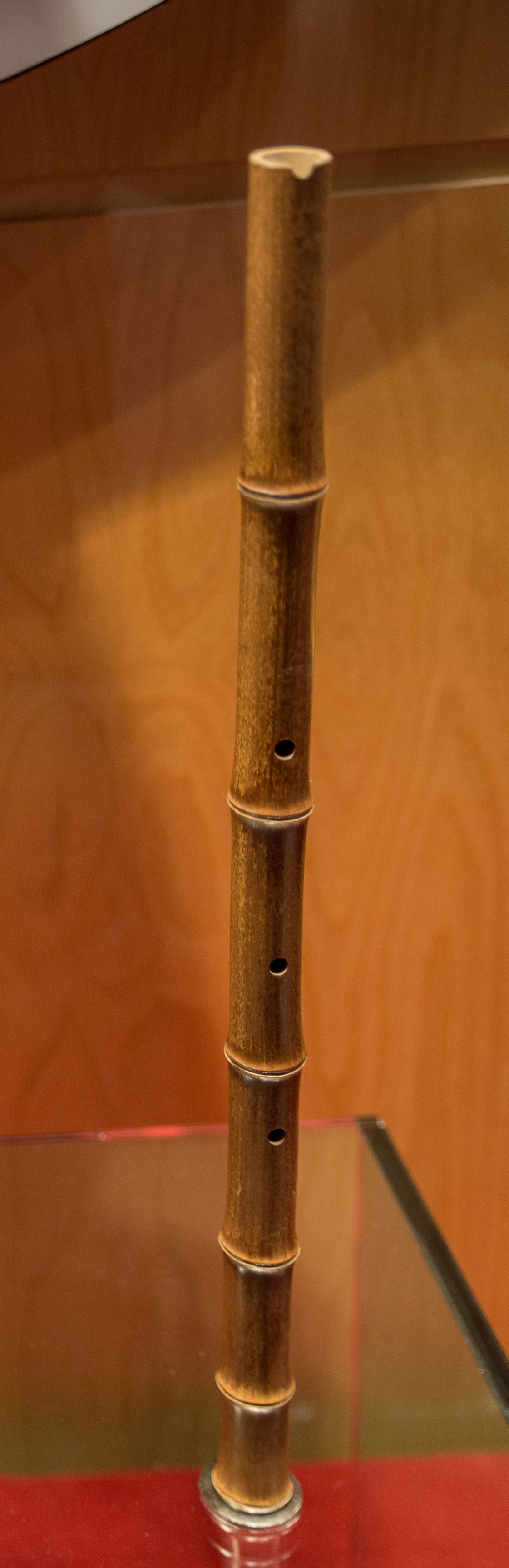
نای فاق‌دار با فاق U-شکل در لبهٔ بالایی ساز

نای سَردَمِشی (end-blown flute) نوعی ساز بادی چوبی است که با هدایت جریان هوا به لبهٔ تیز انتهای بالایی یک لوله نواخته می‌شود. برخلاف ریکوردر یا نی فلزی، در این ساز هیچ دهنی مجراداری وجود ندارد، چیزی که در اصطلاح به آن دهنی شکافی گفته می‌شود. بیشتر نای‌های لبه‌دمشی «نای‌های مایل» هستند، به این معنا که با زاویه‌ای نسبت به محور عمودی بدن نوازنده نواخته می‌شوند. نای فاق‌دار نوعی نای سردمشی است که در لبهٔ دمشی آن شکافی وجود دارد. نای لب‌دره‌ای گونه‌ای از نای فاق‌دار به‌شمار می‌رود.
نای‌های سردمشی در موسیقی فولکلور و هنری سراسر جهان رواج دارند. در اروپا، روس‌ها ساز سویرل را دارند که دست‌کم از سدهٔ یازدهم میلادی شناخته شده است. در خاورمیانه و حوزهٔ دریای مدیترانه، نی بسیار پرکاربرد است و اغلب از نی طبیعی ساخته می‌شود. نگاره‌هایی از شکل‌های ابتدایی نی در نقاشی‌های دیواری آرامگاه‌های مصر باستان یافت شده که نشان می‌دهد نی یکی از کهن‌ترین سازهای جهان با کاربرد مداوم است. آثار هنری بسیاری از ایران باستان نیز کاربرد نی را نشان می‌دهند.
نی ایرانی شش سوراخ انگشت‌گذاری دارد و با شیوه‌ای خاص نواخته می‌شود که تنها در چند نمونهٔ مشابه دیگر یافت می‌شود. این روش شامل هدایت هوا از میان زبان و دندان‌های بالایی و نگه‌داشتن سر ساز زیر لب بالا است. در سازهای امروزی برای محافظت از ساز از لوله‌ای پلاستیکی استفاده می‌شود، در حالی‌که سازهای قدیمی ممکن است پوششی از جنس مس داشته باشند.
نی عربی و نی ترکی به شیوه‌ای متفاوت نواخته می‌شوند؛ سر ساز بیرون از دهان قرار می‌گیرد و هوا به‌سمت محیط لبهٔ ساز دمیده می‌شود. هر دو نوع دارای هفت سوراخ انگشت‌گذاری هستند و به‌شیوه‌ای یکسان نواخته می‌شوند، با این تفاوت که نی ترکی قطعه‌ای از شاخ یا چوب در محل دهانی دارد تا نوازندگی را تسهیل کند.
در ترکیه، هر دو ساز نی و کاوال سردمشی هستند، اگرچه نوعی از کاوال ترکی به‌نام دللی کاوال دارای دهنی شکافی است. ساز کاوال همچنین در کشورهای بالکان از جمله بلغارستان، آلبانی، صربستان، مقدونیه شمالی و دیگر کشورها نواخته می‌شود. نی ترکی نقشی برجسته در موسیقی کلاسیک ترکی و موسیقی صوفی مکتب مولویه دارد.
در چین، ساز شیائو، در ژاپن شاکوهاچی و در کره دانسو و تونگسو سازهای سردمشی رایج هستند. مردم کوه‌های آند ساز کوئنا را می‌نوازند، و هوپی‌ها و نیاکان‌شان یعنی مردمان باستانی پوئبلو در ایالت‌های جنوب غربی آمریکا، ساز لِین-آه را می‌نواختند که از نظر فنون دمش به نی‌های عربی و ایرانی شباهت دارد. واشینت ساز سردمشی رایج در شرق آفریقا است. ساز موسیقار نیز به‌همین شیوه دمیده می‌شود و انتهای آن‌ها بسته است؛ این سازها به‌صورت ردیفی یا «کلکی‌شکل» بسته شده‌اند.
در پلی‌نزی، قوم مائوری در نیوزیلند سازهای سردمشی بسیاری با روش مایل می‌نوازند، از جمله کوآئوآئو, نگورو و پوتورینو.